# Neualbenreuth

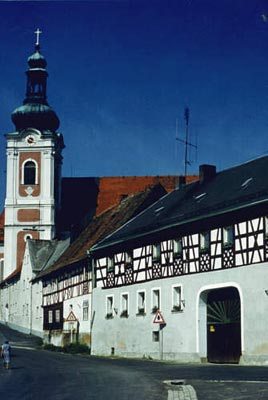
Neualbenreuth

Neualbenreuth este o comună-târg din districtul  Tirschenreuth, regiunea administrativă Palatinatul Superior, landul Bavaria, Germania.